# 阿纳托利·斯特塞尔
阿纳托利·斯特塞尔（俄语： 1848年7月10日—1915年1月18日）俄罗斯帝国德意志裔将领，最终军阶为陆军中将，参与了1877年－1878年的俄土战争、八國聯軍之役和日俄战争，日俄战争期间担任旅顺要塞司令，旅顺会战中与大日本帝國乃木希典的第3军作战。